# 下議院反對黨首席議員 (加拿大)
加拿大國會下議院反對黨首席議員（英語：Leader of the Official Opposition in the House of Commons of Canada或Opposition House Leader；法語：Leader à la Chambre de l'opposition）負責就下議院的即將開展的會程向下議院執政黨首席議員提出質疑，與下議院執政黨領袖和其他政黨的下議院領袖就下議院事務的進展情況談判，以及管理官方反對黨在下議院的事務。下議院反對黨首席議員與「官方反對黨領袖」身份不同。
下議院反對黨領袖的職位在1950年代發生了變化，因為每個反對黨都開始指定一名特定的國會下議院議員就即將到來的下議院事務向政府領袖提出質疑。下議院反對黨領袖的頭銜於1963年正式確立，並於1974年在每個反對黨的下議院領袖職位上附加了特殊的年度補償金。下議院領袖還協調官方反對黨的場內戰略，通常是與較小的反對黨的下議院領袖進行協調。當存在少數政府或擁有微弱多數的多數政府時，這一立場尤為重要，如果所有反對黨共同努力，該執政黨政府可能會被不信任投票擊敗。